# Право на смерть

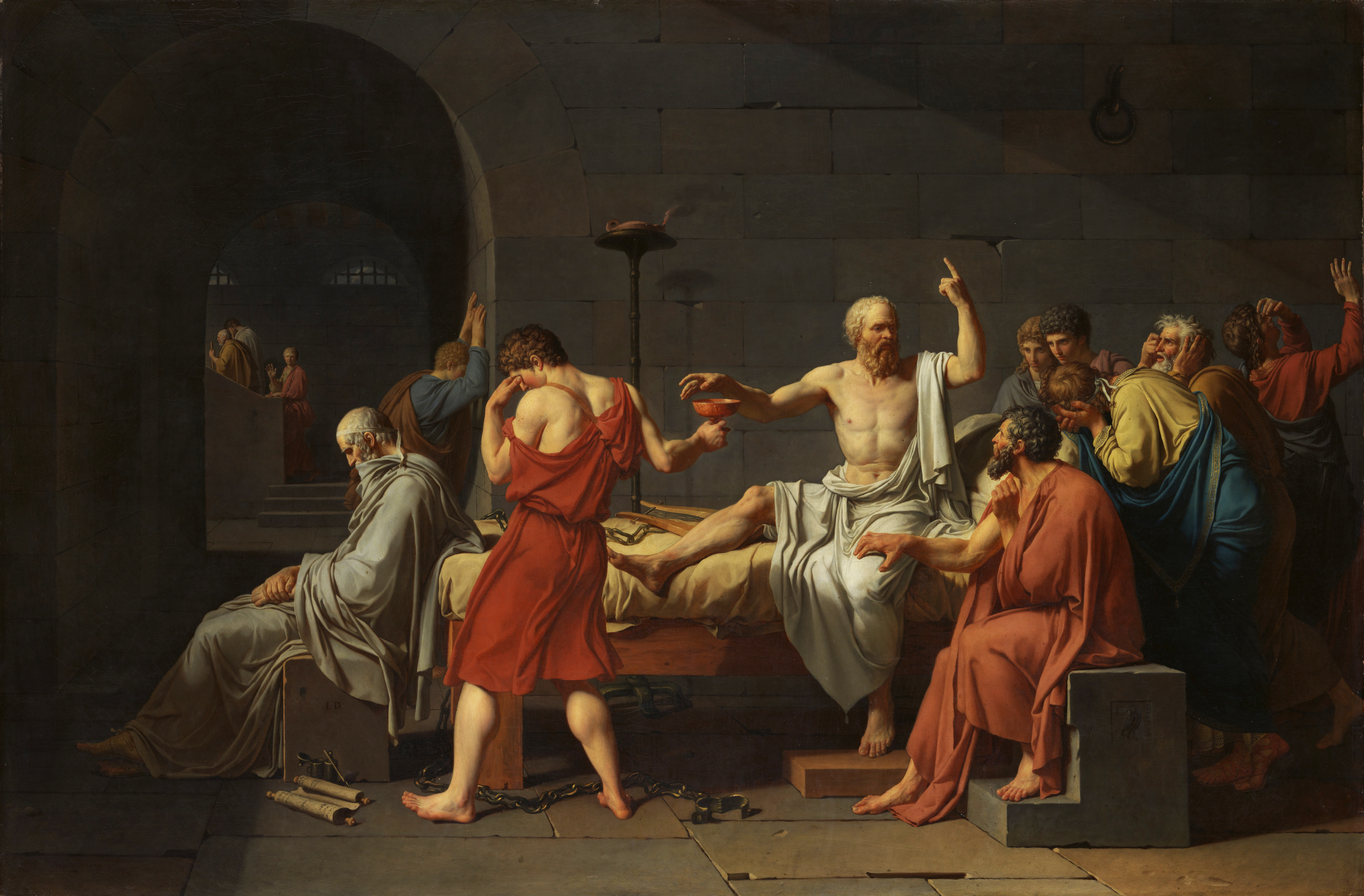
Смерть Сократа

Право на смерть — это концепция, основанная на убеждении, что человек имеет право прекратить свою жизнь или прибегнуть к добровольной эвтаназии. Обладание этим правом часто понимается так, что человеку, страдающему неизлечимой болезнью, неизлечимой болью или не имеющему желания продолжать жить, должно быть позволено покончить с жизнью, прибегнуть к ассистированному суициду или отказаться от лечения, продлевающего жизнь. Вопрос о том, кто, если кто-либо вообще, может быть вправе принимать такое решение, часто является предметом дебатов.
Некоторые ученые и философы, такие как Дэвид Бенатар, считают, что люди слишком оптимистично оценивают качество своей жизни и баланс между положительными и отрицательными аспектами жизни. Эта мысль может быть рассмотрена с точки зрения антинатализма и отсутствия свободы действий в отношении рождения человека и того, кто должен иметь власть над его выбором жить или умереть.

Сторонники права на смерть обычно связывают его с идеей о том, что тело и жизнь человека являются его собственностью, которой он может распоряжаться по своему усмотрению. Однако законный интерес государства в предотвращении иррациональных самоубийств часто является предметом споров. Пилпел и Амсел пишут: 
Современные сторонники «рационального самоубийства» или «права на смерть» обычно требуют от «рациональности» того, чтобы решение покончить с собой было как самостоятельным выбором человека (то есть не было вызвано давлением врача или семьи, заставляющих его «поступить правильно» и совершить самоубийство), так и выбором «наилучшего варианта при сложившихся обстоятельствах», желаемым стоиками или утилитаристами, а также других естественных условий, таких как стабильность выбора, не импульсивное решение, не вызванное психическим заболеванием, достигнутое после должного обдумывания и т. д.
Религиозные взгляды на самоубийство варьируются от индуистской и джайнской практики ненасильственного самоубийства через соблюдение поста (Прайопавеса и Сантара, соответственно) до рассмотрения его как тяжкого греха, как в католицизме.

## Этика
Сохранение и ценность жизни привели к многочисленным достижениям в области медицины, когда речь идет о лечении пациентов. Новые приборы и развитие паллиативной медицины позволили людям жить дольше, чем раньше. До появления этих медицинских достижений и ухода за больными, которые находились без сознания, в минимальном бессознательном состоянии и в вегетативном состоянии, продолжительность их жизни была короткой из-за отсутствия надлежащего способа помочь им в удовлетворении основных потребностей, таких как дыхание и питание. С развитием медицинских технологий встает вопрос о качестве жизни пациентов, когда они больше не находятся в сознании. Возникло право на самоопределение и других людей, которое ставит под сомнение определение качества и святости жизни; если человек имеет право на жизнь, то право на смерть должно также существовать. В этике существуют вопросы о том, может ли право на смерть сосуществовать с правом на жизнь. Если утверждать, что право на жизнь является неотъемлемым, от него нельзя отказаться, и следовательно, оно может быть несовместимо с правом на смерть. Второй спор в биоэтике ведется по поводу того, является ли право на смерть универсальным, применимо ли оно только при определенных обстоятельствах (например, при неизлечимой болезни), и существует ли оно вообще. Также утверждается, что «право на жизнь» не является синонимом «обязанности жить». С этой точки зрения, право на жизнь может сосуществовать с правом на смерть.
Право на смерть поддерживается и отвергается многими. Аргументы в пользу этого права включают:
1. Если у человека есть право на жизнь, то у него должно быть право на смерть, причем оба на своих условиях.
2. Смерть — это естественный процесс жизни, поэтому не должно быть никаких законов, препятствующих ей, если пациент хочет прекратить жизнь.
3. То, что мы делаем в последние дни своей жизни, не должно волновать других.
4. Если эвтаназия будет строго контролироваться, мы сможем избежать вступления на скользкую дорожку и предотвратить поиск пациентами альтернативных методов, которые могут быть не законными.[3]

Аргументы против включают:
1. Это может привести к возникновению скользкой дорожки; если мы предоставим пациентам такое право, оно может получить распространение и привести к тяжелым последствиям.
2. Оказывать давление на тех, кто хочет покончить со своей жизнью или жизнью других; этически аморально с точки зрения человеческих и медицинских стандартов.
3. «Выбрасывание» пациентов, которые считаются более неспособными быть частью общества.
4. Сокращение паллиативного ухода в последние годы жизни в связи с ожиданием того, что пациенты в терминальной стадии болезни воспользуются своим правом на смерть.[3][7]

К примеру, суд американского штата Монтана постановил, что право на смерть распространяется на людей с опасными для жизни медицинскими заболеваниями. Сторонник ассистированного суицида Людвиг Минелли, специалист по эвтаназии Шон В. Ашер и профессор биоэтики Джейкоб М. Аппель, напротив, утверждают, что все сознательные люди имеют право прекратить свою жизнь. Аппель предположил, что право на смерть — это тест на общую свободу того или иного общества. Профессор социальной работы Александр Барил предлагает создать этику ответственности, «основанную на уменьшении вреда, непринудительном подходе к самоубийству. [Он] считает, что ассистированный суицид должен быть одним из возможных вариантов для людей, склонных к самоубийству.» Он утверждал, что голос суицидальных людей рассматривается как нелегитимный и что существует «запрет на жизнь и будущее», в котором склонных к суициду людей угнетают и заставляют молчать. Барил предлагает слово суицидизм для описания «[…] угнетающей системы (вытекающей из несуицидальных перспектив), функционирующей на нормативном, дискурсивном, медицинском, правовом, социальном, политическом, экономическом и эпистемологическом уровнях, в которой люди, совершившие самоубийство, испытывают многочисленные формы несправедливости и насилия […]». Он предлагает создать более безопасное пространство, выслушать людей с суицидальными наклонностями, не навязывая им «волю к жизни».
Закон о самоопределении пациентов 1991 года, принятый Конгрессом США по просьбе финансовой службы Medicare, разрешает пожилым пациентам Medicare/Medicaid (и, следовательно, всем «смертельно больным» пациентам) составлять предварительное предписание, в котором они выбирают или решают отказаться от лечения, продлевающего жизнь и/или спасающего жизнь, в качестве средства сокращения своей жизни, чтобы уменьшить свои страдания до наступления неизбежной смерти.

## По странам

Законы об оказании помощи при смерти в мире:
Помощь в уходе из жизни разрешена для неизлечимо страдающих и смертельно больных людей
Помощь в уходе из жизни разрешена для неизлечимо больных
Пассивная эвтаназия разрешена
Помощь при смерти незаконна
Неизвестно и неясно

По состоянию на июль 2021 года отдельные виды добровольной эвтаназии являются законными в некоторых штатах Австралии, Бельгии, Колумбии, Люксембурге, Нидерландах, Швейцарии, Испании и некоторых провинциях Канады.

### Австралия
Поскольку эвтаназия — это вопрос здравоохранения, согласно конституции Австралии, законодательное и административное регулирование этого вопроса возложено на правительства штатов.
Эвтаназия была легальна на Северной территории в течение 1996—1997 годов в результате принятия парламентом территории Закона о правах смертельно больных 1995 года. Будучи территорией, а не штатом, федеральное правительство при премьер-министре Джоне Говарде внесло поправки в Закон о Северной территории (самоуправлении) 1978 года (среди прочих), чтобы гарантировать, что территории Австралии больше не могут принимать законы об эвтаназии. Это отменило правовой статус эвтаназии в Северной территории, где она с тех пор остается незаконной. Федеральное правительство не может таким же образом законодательно устанавливать ограничения по вопросам здравоохранения для шести австралийских штатов.
29 ноября 2017 года правительство штата Виктория приняло Закон о добровольной помощи при смерти 2017 года (Виктория), легализующий ассистированный врачом суицид. Законы вступили в силу 19 июня 2019 года и содержат 68 гарантий, направленных на защиту уязвимых слоев населения. По состоянию на февраль 2020 года Виктория является единственным австралийским штатом, где легализована помощь при смерти, хотя вскоре она будет доступна и в Западной Австралии после принятия Закона о добровольной помощи при смерти (Voluntary Assisted Dying Act 2019).

### Бельгия
В 2002 году парламент Бельгии легализовал эвтаназию.

### Канада
В августе 2011 года судье Верховного суда Британской Колумбии было предложено ускорить рассмотрение иска о праве на смерть, чтобы Глория Тейлор могла попросить врача помочь ей в совершении самоубийства. Она страдала от болезни Лу Герига. Глория Тейлор умерла от инфекции в 2012 году.
Иск о защите гражданских свобод в Британской Колумбии, представляющий интересы шести истцов, оспаривает законы, согласно которым оказание помощи тяжело и неизлечимо больным людям в достойной смерти считается уголовным преступлением.
6 февраля 2015 года Верховный суд Канады постановил, что отказ в праве на ассистированный суицид является неконституционным. Постановление суда ограничивает ассистированный врачом суицид «компетентным взрослым человеком, который ясно дает согласие на прекращение жизни и имеет тяжелое и непоправимое медицинское состояние, включая болезнь, заболевание или инвалидность, которое вызывает продолжительные страдания, невыносимые для человека в обстоятельствах его состояния». Действие постановления было приостановлено на 12 месяцев, чтобы дать возможность канадскому парламенту разработать новый конституционный закон взамен существующего.
Решение суда включает требование о том, что должны быть установлены строгие ограничения, которые «скрупулезно контролируются». Это потребует того, чтобы свидетельство о смерти заполнялось независимым медицинским экспертом, а не лечащим врачом, для обеспечения точности регистрации причины смерти.
Канадская медицинская ассоциация (CMA) сообщила, что не все врачи готовы помочь пациенту умереть из-за юридических сложностей и противоречит тому, за что выступает врач. Многие врачи заявили, что они должны иметь право голоса, когда речь идет о помощи пациенту в прекращении его жизни. Однако в конце 2015 года считалось, что ни один врач не будет принуждаться к этому, но CMA предлагала членам организации образовательные сессии, посвященные процессу, который будет применяться.
17 июня 2016 года законодательство было принято обеими палатами Парламента Канады и получило Королевское согласие на разрешение эвтаназии в Канаде.

### Колумбия
20 мая 1997 года Конституционный суд Колумбии декриминализировал убийство из благочестия, для смертельно больных пациентов, заявив, что «врач не может нести ответственность за ассистированный суицид смертельно больного пациента», и призвал Конгресс урегулировать эвтаназию «в кратчайшие сроки».
15 декабря 2014 года Конституционный суд дал Министерству здравоохранения и социальной защиты 30 дней на публикацию руководящих принципов для сектора здравоохранения, чтобы гарантировать неизлечимо больным пациентам, желающим подвергнуться эвтаназии, их право на достойную смерть.

### Германия
В феврале 2020 года Федеральный конституционный суд постановил, что право на личную идентичность в конституционном праве Германии включает в себя право на самоопределение смерти, которое, в свою очередь, содержит право на самоубийство. Примечательно, что это право не ограничивается смертельно больными пациентами, а находит свои границы в требовании самостоятельности выбора. Это постановление вызвало споры: его противники утверждают, что постановление может привести к тому, что ассистированный суицид можно будет совершить под давлением окружающих.

### Индия
С 2018 года Верховный суд Индии легализовал пассивную эвтаназию в Индии в ходе дела с участием Аруны Шанбауг при соблюдении строгих условий, а именно: необходимо согласие пациента (или его родственников), а также пациент должен быть неизлечимо больным или находиться в вегетативном состоянии.

### Нидерланды
Нидерланды легализовали добровольную эвтаназию в 2002 году. Согласно действующему голландскому законодательству, эвтаназия и ассистированный суицид могут осуществляться только врачами, и это законно только в случаях «безнадежных и невыносимых» страданий. На практике это означает, что она ограничена теми, кто страдает от серьезных и неизлечимых медицинских заболеваний (включая психические заболевания) и испытывает значительные страдания, такие как боль, гипоксия или истощение. Помощь кому-либо в совершении самоубийства без соблюдения требований действующего голландского закона об эвтаназии является незаконной. Эти критерии касаются просьбы пациента, страданий пациента (невыносимые), прогноза инфауста (безнадежный), информации, предоставленной пациенту, отсутствия разумных альтернатив, консультации другого врача и применяемого метода прекращения жизни.

### Новая Зеландия
Эвтаназия в Новой Зеландии запрещена законом. В 2015 году адвокат и больная раком Лекреция Силс подала иск (Seales v Attorney-General) в Высокий суд, чтобы оспорить в новозеландском законодательстве ее право на смерть с помощью своего лечащего врача, попросив декларацию о том, что ее лечащий врач не будет рисковать осуждением.
Законопроект о выборе способа прекращения жизни был принят парламентом со счетом 69-51 в ноябре 2019 года. Вопрос был решен на обязательном референдуме, проведенном одновременно с всеобщими выборами 2020 года, на котором избиратели проголосовали за легализацию. Если не будет последующих задержек в подготовке, судебных запретов или других препятствий, новое законодательство вступит в силу 5 ноября 2021 года.

### Перу
В Перу законодательно запрещена эвтаназия. В 2020 году Ана Эстрада начала судебное оспаривание закона, направленное на декриминализацию этой практики.

### Соединённые Штаты Америки
Термин право на смерть трактуется по-разному, включая вопросы самоубийства, пассивной эвтаназии, активной эвтаназии, ассистированного суицида и ассистированного врачом суицида.
В Соединенных Штатах общественная поддержка права на смерть в виде ассистированного врачом суицида с течением времени возрастает. В ходе опроса 2005 года исследовательский центр Pew Research Center обнаружил, что 70 % участников утверждают, что существуют обстоятельства, при которых пациенту следует позволить умереть; однако только 46 % участников одобрили законы, разрешающие врачам оказывать помощь пациентам в прекращении жизни. В мае 2018 года опрос Gallup сообщил, что 72 % респондентов заявили, что врачам должно быть законодательно разрешено оказывать помощь неизлечимо больным пациентам в уходе из жизни. Однако фрейминг-эффект от использования таких формулировок, как "самоубийство", а не "прекращение жизни", способен снизить уровень одобрения на 10-15 %.
Опрос врачей, проведенный в 2014 году, показал, что 54 % респондентов согласны с тем, что ассистированный врачом суицид должен быть разрешен. В ходе тщательного опроса врачей в 1996 году менее 20 % врачей сообщили, что получали от пациентов просьбы об эвтаназии, и менее 5 % выполнили их.  В 2020 году сводка данных Закона о достойной смерти штата Орегон показали, что количество рецептов на смертельные дозы лекарств увеличилось на 25 % с 2019 года и неуклонно росло с 1998 года. Из пациентов, получивших эти рецепты, 66 % в конечном итоге умерли от употребления лекарств.

#### Основные случаи, связанные с правом на смерть

##### Карен Куинлан
Движение за право на смерть в США началось с дела Карен Куинлан в 1975 году и продолжает поднимать биоэтические вопросы о качестве жизни человека и юридическом процессе смерти. Карен Куинлан, 21 год, потеряла сознание после употребления алкоголя и транквилизаторов на вечеринке. Вскоре у нее начались проблемы с дыханием, из-за чего кислород не поступал в мозг. Это привело к тому, что она впала в коматозное состояние, когда для поддержания жизни и дыхания использовались респиратор и трубка для кормления. У Куинлан не было доверенности или завещания, и она не выразила окружающим свои пожелания на случай, если с ней что-то случится, что затрудняло принятие решения о том, каким должен быть следующий шаг.
Родители Карен Куинлан понимали, что их дочь никогда не очнется и что продление ее жизни может нанести больший вред, и она не будет качественной. Ее отец добивался права быть законным опекуном Карен и ходатайствовал об удалении респиратора, который поддерживал ее жизнь. Суд, однако, утверждал, что удаление аппарата искусственной вентиляции легких, которое привело бы к смерти Карен, будет считаться незаконным, противоестественным и неэтичным. Адвокат Куинлана привел контраргумент, что удаление респиратора позволит Карен умереть естественной смертью, что естественно и этично. Куинланы выиграли суд и были назначены законными опекунами своей дочери. В 1976 году респиратор был снят, но Карен продолжала жить без аппарата искусственной вентиляции легких до 1985 года. Это дело продолжает поднимать биоэтические вопросы качества жизни человека и юридического процесса смерти. Это дело также поднимает многие важные вопросы, которые рассматриваются и по сей день. Один из важнейших моментов, на который указывает дело Куинлана, — это право пациента на отказ или прекращение лечения. Случаи, когда пациент отказывался или прекращал лечение, были тогда неслыханными и противоречили медицинской этике сохранения жизни. Дебаты о предоставлении пациентам права на самоопределение были противоречивыми, и в течение следующих нескольких десятилетий они будут оцениваться от штата к штату. В этом деле также поднимался вопрос о том, допускаются ли члены семьи и близкие пациента к процессу принятия решения. Поскольку у Карен не было письменных документов, она не озвучила свое решение и не назначила доверенное лицо, между семьей Куинлан и государством возникла длительная судебная тяжба по определению наилучших интересов Карен и выяснению того, хочет ли она жить или умереть. Это оказало значительное влияние на использование и создание предварительных распоряжений, устных распоряжений, доверенностей и прижизненных завещаний.

##### Нэнси Крузан
Еще одним важным делом, которое способствовало дальнейшему распространению движения за право на смерть и использованию завещаний, предварительных распоряжений и использования доверенного лица, было дело Крузан против директора Департамента здравоохранения штата Миссури. В 1983 году Нэнси Крузан попала в автомобильную аварию, в результате которой она навсегда осталась в вегетативном состоянии. Ее статус совершеннолетней и отсутствие предварительного распоряжения, завещания или доверенности привели к длительной юридической борьбе семьи Крузан за удаление ее питательной трубки, которая поддерживала ее жизнь после аварии. Нэнси сказала подруге, что ни при каких обстоятельствах не хотела бы продолжать жить, если когда-нибудь окажется в вегетативном состоянии, но она не была достаточно сильной, чтобы удалить трубку для кормления. В конце концов, семья Крузан выиграла дело, и трубку их дочери удалили. Это дело вызвало большие споры о том, должно ли право на смерть утверждаться от штата к штату или в масштабах всей страны.

##### Терри Шайво
Дело Терри Шайво происходило в период с 1990 по 2005 год. Это дело вызвало споры из-за разногласий между ближайшими родственниками Терри и ее мужем. В делах Куинлан и Крузан семья смогла принять единогласное решение о состоянии своих дочерей. У Шайво произошла остановка сердца, в результате которой она потеряла сознание, и вскоре после этого у нее начались проблемы с дыханием. Недостаток кислорода к ее мозгу вызвал необратимое повреждение мозга, в результате чего она оказалась в вегетативном состоянии, и для поддержания ее жизни потребовались питательная трубка и аппарат искусственной вентиляции легких. Терри не оставила никаких предварительных распоряжений и не обсуждала со своими родителями или мужем, чего бы она хотела, если бы с ней что-то случилось. Вскоре после этого ее муж был назначен ее законным опекуном.
Спустя годы ее муж решил удалить трубку для кормления Терри, поскольку шансы на то, что она очнется, были ничтожно малы. Однако семья Терри выступила против этого решения и передала дело в суд. Это дело было очень бурным и длилось несколько лет, в нем участвовал штат и его законодатели, прежде чем было принято решение. Это вызвало биоэтические дебаты о прекращении жизни Шайво в сравнении с тем, чтобы позволить ей продолжать жить в постоянном вегетативном состоянии. Сторонники сохранения жизни Терри заявили, что удаление трубки было бы этически аморальным, поскольку они не знают, чего бы она хотела. Они оспаривали ее физическое и психическое состояние и утверждали, что она может находиться в частичном сознании, и поэтому она заслуживает продолжения жизни. Те, кто был за удаление трубки, утверждали, что ее способность к самоопределению и качество ее жизни снизились. Дело Шайво является самым свежим и значительным делом о праве на смерть, которое пропагандирует мысль о необходимости иметь предварительное распоряжение или завещание. В нем также рассматриваются другие осложнения, которые могут возникнуть, например, семейные разногласия, которые должны были быть учтены при рассмотрении дела о праве на смерть.

#### Законодательство
Поскольку здоровье граждан считается полицейской компетенцией, оставленной на усмотрение отдельных штатов, Верховный суд США лишь в 1997 году вынес решение по вопросу об ассистированном самоубийстве и праве человека на смерть. В том же году Верховный суд рассмотрел две апелляции, в которых утверждалось, что законы Нью-Йорка (Vacco v. Quill) и Вашингтона (Washington v. Glucksberg), согласно которым ассистированный врачом суицид считается уголовным преступлением, нарушают положение о равной защите Четырнадцатой поправки. Единогласным решением суд постановил, что конституционного права на ассистированный врачом суицид не существует, и поддержал запреты штатов на ассистированный суицид. Хотя в Нью-Йорке сохранились законы, запрещающие ассистированный врачом суицид, решение суда также оставило возможность другим штатам решать, разрешать ассистированный врачом суицид или нет.
С 1994 года законы об ассистированном самоубийстве были приняты в следующих штатах США: Орегон (Death with Dignity Act, 1994), Вашингтон (Death with Dignity Act, 2008), Вермонт (Patient Choice and Control at the End of Life Act, 2013), Калифорния (End of Life Option Act, 2015), Колорадо (End of Life Option Act, 2015), округ Колумбия (D.C. Death with Dignity Act, 2016), Гавайи (Our Care Our Choice Act, 2018), Мэн (Death with Dignity Act, 2019), Нью-Джерси (Aid in Dying for the Terminally Ill Act, 2019) и Нью-Мексико (Elizabeth Whitefield End of Life Options Act, 2021) приняли законы, предусматривающие протокол для практики ассистированного врачом суицида. Законодательство этих пяти штатов позволяет неизлечимо больным взрослым пациентам обращаться к своим врачам с просьбой о назначении смертельных препаратов. В 2009 году Верховный суд штата Монтана постановил, что ничто в законодательстве штата не запрещает ассистированный врачом суицид и обеспечивает правовую защиту врачам в случае, если они назначают смертельные препараты по просьбе пациента. В Калифорнии в октябре 2015 года губернатор подписал противоречивый законопроект о ассистированном врачом суициде (California End of Life Option Act), который был принят во время специальной законодательной сессии, призванной решить проблему финансирования Medi-Cal, после того, как он был провален во время очередной законодательной сессии.
В начале 2014 года судья второго округа Нью-Мексико Нэн Нэш постановила, что неизлечимо больные пациенты имеют право на помощь при смерти в соответствии с конституцией штата, то есть это делает законным назначение врачом смертельной дозы лекарства неизлечимо больному пациенту. Окончательное решение будет принято по итогам рассмотрения апелляции генерального прокурора Нью-Мексико на это постановление. Организации постоянно добиваются легализации самоопределения смертельно больных пациентов в штатах, где право на прекращение жизни запрещено.

## Религия
Индуизм признает право на смерть для тех, кого мучают неизлечимые болезни или тех, у кого не осталось ни желаний, ни амбиций, ни обязанностей. Смерть, однако, допускается ненасильственным путем, таким как голодание (Прайопавеса). В джайнизме есть похожая практика, называемая Сантхара. Другие религиозные взгляды на самоубийство отличаются своей терпимостью и включают как отрицание права, так и осуждение этого действия. В католической вере самоубийство считается тяжким грехом.